# Dave Simmonds
Dave Simmonds (né le 25 octobre 1939 à Londres - Royaume-Uni - mort le 23 octobre 1972 à Rungis - France) est un pilote professionnel britannique de moto.
Il participe aux championnats du monde de vitesse moto à 1972. Il remporte ce championnat du monde en catégorie 125 cm3 en 1969,.
Il meurt tragiquement en marge d'une course locale en France, le "Prix de Paris International de Vitesse" tracé dans les allées des Halles de Rungis.

## Carrière en Grand Prix

### Les débuts
Simmonds commence sa carrière de pilote de moto sur une moto italienne de marque Itom 50 cm3 en 1960 en compagnie de son frère Mike. En 1963, il remporte le championnat national britannique de course sur route catégorie 125 cm3 sur une moto japonaise fabriquée par Tohatsu.
Pilote éclectique il court en catégorie 50 cm3, 125 cm3, 250 cm3 ou 350 cm3 (5e en Ulster en 1966) et même ensuite en 500 cm3, et sur toutes sortes de machines (Tohatsu, Greeves (en), Norton, Honda). 
Avec ces machines diverses il participe à 1966 treize fois au Tourist Trophy de l'Île de Man (1 seule place de 6e et occasionnellement au Grand Prix de France (zéro point marqué). 
Il marque ses 2 premiers points en 1966 en Ulster en 350 cm3 (5e) puis au TT en 50 cm3 (6e), mais ne termine aucune course ni en 125 cm3, ni en 250 cm3. 

### Avec Kawasaki
L'usine Kawasaki dévoile lors du GP du Japon 1965, trois exemplaires de la 125 KA-C des bicylindres 2 temps à refroidissement liquide qui préfigurent les machines futures de la marque. Les 3 machines sont vite contraintes à l'abandon : rien que de très normal pour la première sortie de la marque en Grand Prix. 
Dûment améliorée, la KA-1 apparaît au GP d'Allemagne 1966 aux mains de Toshio Fujii (es), mais celui-ci trouve la mort aux essais du Tourist Trophy en août. Il faudra donc attendre la dernière course au Grand Prix du Japon, pour revoir ce bicylindre en course.
C'est là que Simmonds convainc la direction de Kawasaki de lui prêter une de leurs motos en catégorie 125 cm3, afin de participer aux championnats du monde l'année suivante,. 
À l'époque, il n'y a pas de règles limitant les moteurs et le bicylindre Kawasaki KR1 est surclassé par les moteurs 4 cylindres 2 temps complexes et coûteux utilisés par les équipes de course de Yamaha sur la 125 RA 31 ou de Suzuki sur la 125 RS 67. 
Sans aucun soutien financier ou technique de l'usine Kawasaki, Simmonds passe les saisons de Grand Prix 1967 et 1968 à régler les problèmes de fiabilité de ses motos ; une 125 KA-2, une 250 A1R et une 350 A7R "compétition client".

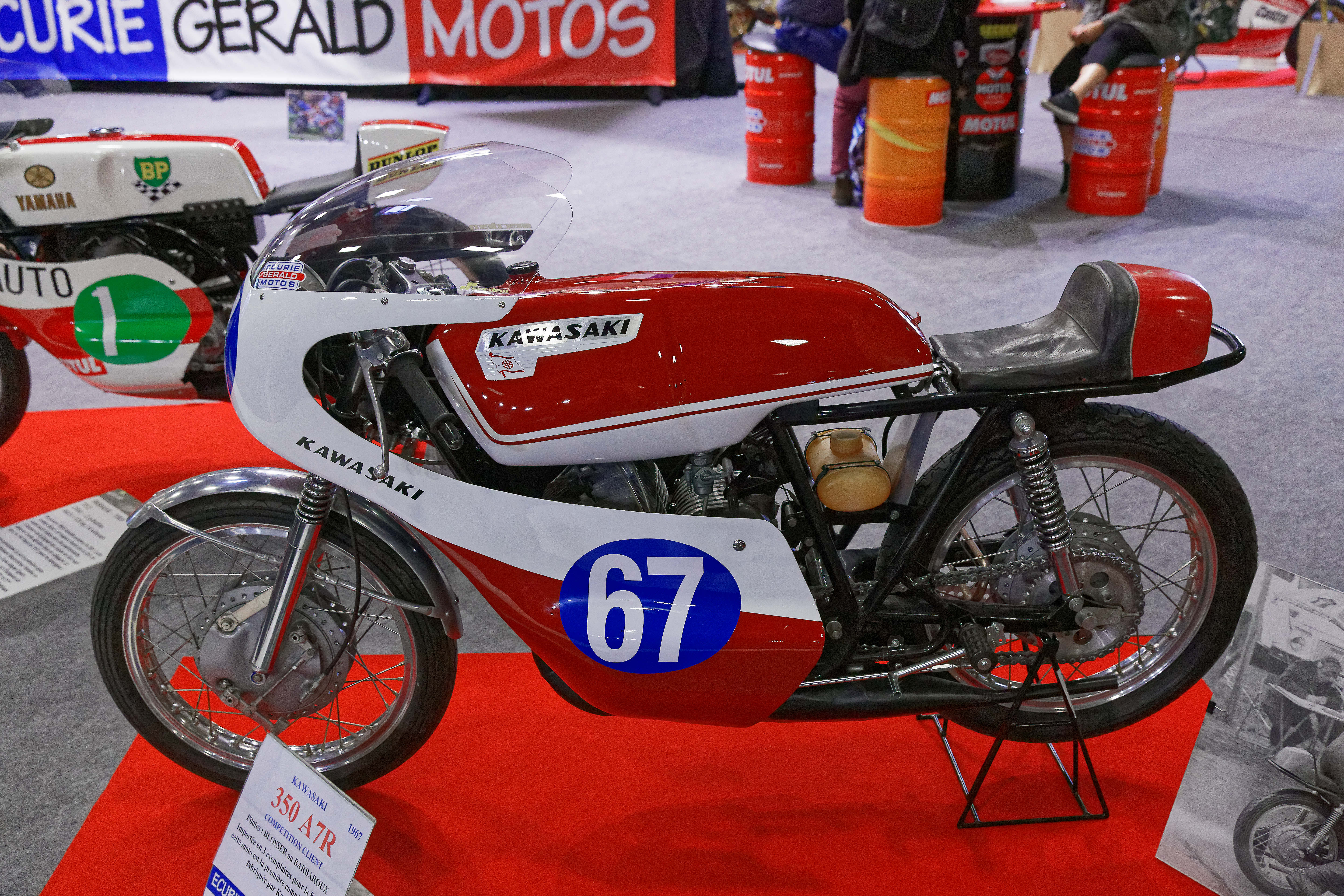
Une Kawasaki 350 A7R.

En 125, Dave Simmonds progresse régulièrement toute l'année 1967 du Grand Prix d'Espagne (7e), à celui de France (5e), au TT (4e) et termine sur le podium en Finlande (3e). En 250, il est 7e en Espagne, 4e au TT et 5e aux Pays-Bas. Il abandonne au TT en 350 cm3 et en fin de saison une grave chute l'écarte des circuits pratiquement jusqu'à fin 1968. Au classement il ne sera que 19ème avec les mêmes points que le pilote Aermacchi Jack Findlay 18ème. 
En conséquence, en 1968, les résultats n'arrivent plus. L'année se résume, en une succession de casses moteur. Sur 3 courses en 125 cm3, Simmonds n'enregistre qu'une seule place dans les points en Italie (4e) et en 350 cm3 une simple 6e place aux Pays-Bas, dans toute la saison.
Pour 1969, outre la mise en application de la nouvelle réglementation technique, entre en vigueur le nouveau barème de points. Pour sa part Dave Simmonds n'est plus aidé par l'usine mais il garde son matériel et le moral. Bien lui en prend !  
Les autres usines japonaises ont déserté les Grands Prix et l'Anglais - sans grande opposition - remporte huit Grands Prix et deux secondes places sur dix courses des 125 cm3 auxquelles il prend le départ sur ses Kawasaki. 

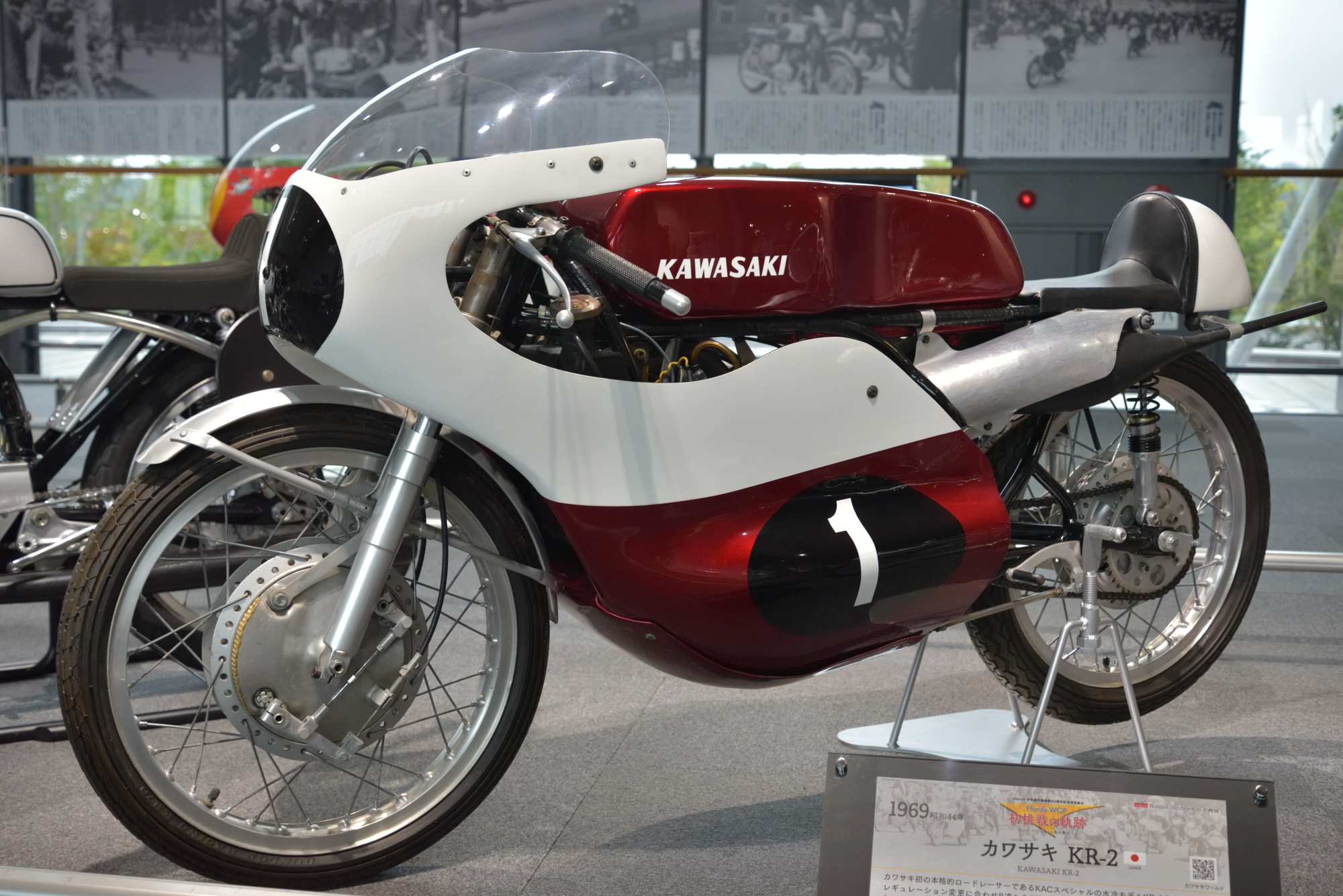
Kawasaki KR-2 de Dave Simmonds championne du monde 1969 - 30 ch à 15 000 tr/min. - 100 kg - 200 km/h.

Il décroche ainsi le titre en catégorie 125 cm3 dès la 7e course de la saison (GP de RDA) à la surprise générale, devant une opposition dispersée et avec une machine vieille de quatre ans ... qu'il pulvérise dans une chute à la fin de la saison ! C'est le premier titre mondial des constructeurs pour Kawasaki qui n'a pourtant apporté que très peu de soutien à Dave Simmonds.
Par contre, en 250 cm3 et 350 cm3, ce sont respectivement Benelli (avec la 4 cylindres de Kel Carruthers) et MV Agusta (avec la 6 cylindres d'Agostini) qui dominent et Simmonds ne glane que quelques points.
Pour 1970, un autre exemplaire de sa 125 KA-2 lui est fourni, avec lequel il finit 4e du championnat, avec 2 belles secondes places en Hollande et en Belgique, une 4e en RDA, une 3e en Yougoslavie et une victoire en Finlande. À mettre également à son actif, le record du tour de la catégorie au Tourist Trophy malgré un abandon en course. 
Sa participation en 500 cm3 avec la Kawasaki H1R se solde par une 20e place au classement final de la catégorie.
Sur sa 125 KA-2, il gagne un dernier un GP en 1971 en Allemagne (sa 10e de la classe), puis assure des places hors des podiums en Tchécoslovaquie, Suède, Finlande, Italie et Espagne, mais la machine est vraiment vieillissante. Elle effectue ses dernières courses aux mains de Jean-Louis Guignabodet (es) en 1973.
En 250 cm3, il est 9e en Tchécoslovaquie

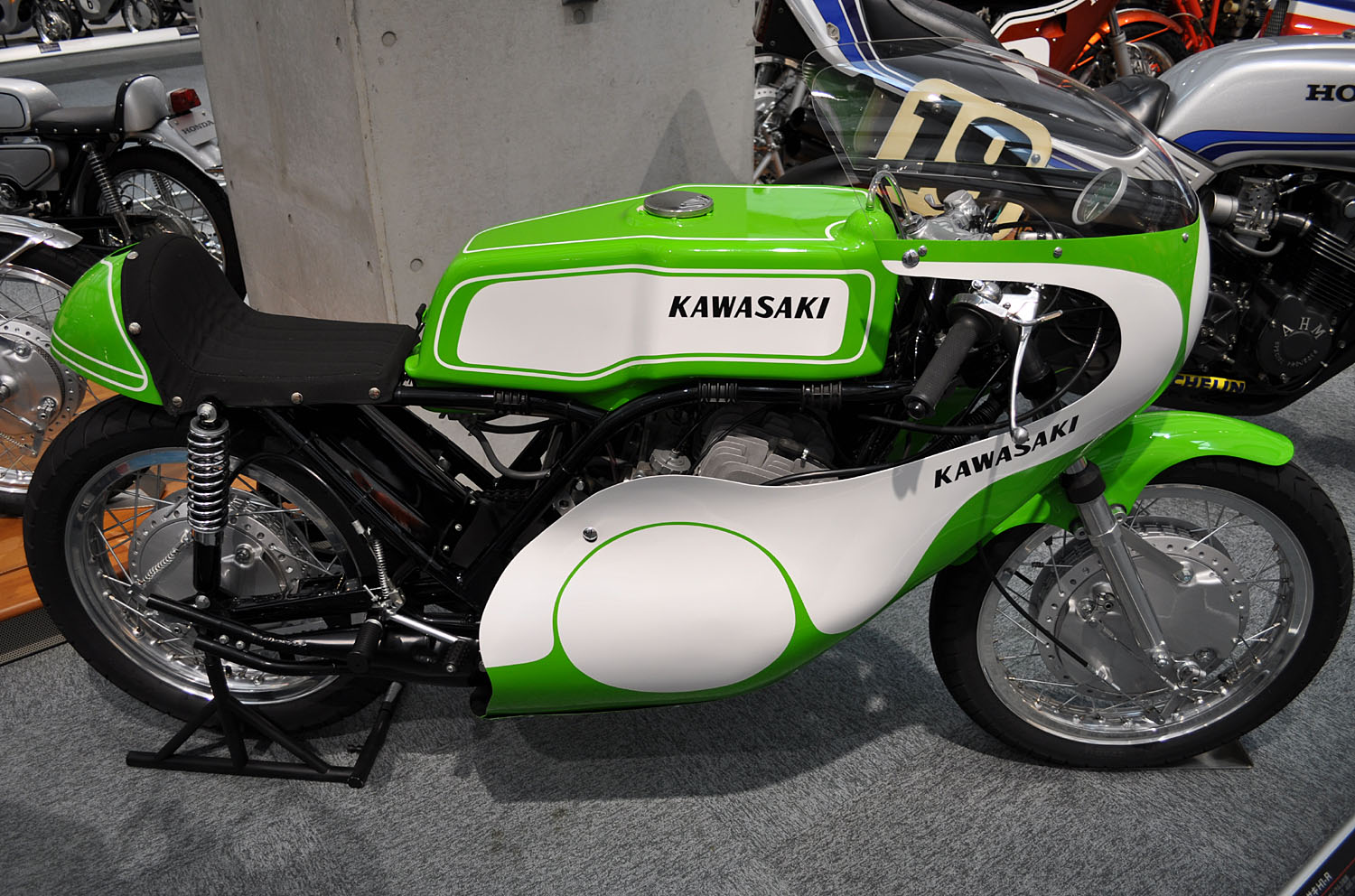
Kawasaki H1R (1970).

En 1971, il concourt aussi dans la catégorie 500 avec une Kawasaki H1R (en). Celle-ci ayant - de notoriété publique - une tenue de route perfectible, Simmonds a fait reconstruire son H1R autour d'un cadre conçu par Ken Sprayson (Reynold) qui a grandement amélioré la maniabilité de la machine. Il s'avère compétitif en remportant le Grand Prix de Mettet de pré-saison, puis termine deuxième derrière Giacomo Agostini au Grand Prix de Finlande, suivi de troisièmes places en Hollande et en Italie. Simmonds a remporté sa première et seule victoire en classe 500 cm3 à la fin de la saison au Grand Prix d'Espagne à Jarama (en l'absence d'Agostini qui a préféré disputer en Angleterre des courses plus rentables puisque étant déjà titré). 
Cette victoire en Espagne a également marqué la première victoire de Kawasaki en catégorie reine. Simmonds termine la saison au 4e rang du championnat du monde 500 malgré quatre manches manquées.
En 1972, sept ans après sa première apparition sur la Kawasaki 125 cm3, Simmonds conduira la moto à une remarquable troisième place au Dutch TT, glanant aussi 3 quatrièmes places (Allemagne, France, Espagne) une 5e en Finlande et une 7e en Belgique, qui le placent 7e au championnat de la catégorie.
En classe 500 cm3, il est 3 fois quatrième (Allemagne, Pays-Bas, Suède), 5e en Finlande et il clôt sa saison par une belle 2e place en Espagne derrière Chas Mortimer (en). Il est donc 7e de ce championnat remporté par Giacomo Agostini et ses 11 victoires en 11 courses.

### Le "Prix de Paris"
Le 22 octobre 1972, alors qu'il vient de participer au "Prix de Paris International de Vitesse"  hors championnat (des compétitions qui se sont déroulées dans les allées du Marché d'intérêt national de Rungis près de Paris), il est dans le paddock au soir de cette course lorsqu'un incendie se déclare. La caravane de Jack Findlay et de sa compagne Nanou s'est soudainement embrasée. 
Pensant à tort que le pilote australien ou sa compagne sont à l'intérieur de la caravane, Simmonds se précipite pour aider. À ce moment, une bouteille de gaz explose, l'engloutissant dans les flammes. Gravement brûlé, le pilote anglais décède le lendemain.

## Résultats en championnats du monde
Système de points de 1949 à 1968:
| Position | 1 | 2 | 3 | 4 | 5 | 6 |
| Points   | 8 | 6 | 4 | 3 | 2 | 1 |

Système de notation à partir de 1969:
| Position | 1  | 2  | 3  | 4 | 5 | 6 | 7 | 8 | 9 | 10 |
| Points   | 15 | 12 | 10 | 8 | 6 | 5 | 4 | 3 | 2 | 1  |

| Couleur  | Résultat                       |
| -------- | ------------------------------ |
| Or       | Vainqueur                      |
| Argent   | 2e place                       |
| Bronze   | 3e place                       |
| Vert     | Classé dans les points         |
| Bleu     | Classé hors des points         |
| Bleu     | Non classé (Nc.)               |
| Violet   | Abandon (Abd.)                 |
| Rouge    | Non qualifié (Nq.)             |
| Rouge    | Non pré-qualifié (Npq.)        |
| Noir     | Disqualifié (Dsq.)             |
| Blanc    | Non partant (Np.)              |
| Blanc    | Forfait (Forf.)                |
| Blanc    | Course annulée (A)             |
| Neutre   | Non présent                    |
| Neutre   | Exclu (Ex.)                    |
| Gras     | Pole position                  |
| Italique | Meilleur tour en course        |
| †        | Classé sans terminer la course |
| 1 2 3 …  | Classement dans la catégorie   |

| Année | Catégorie | Moto     | 1       | 2       | 3       | 4       | 5       | 6       | 7     | 8       | 9       | 10      | 11      | 12      | 13    | Points | Position |
| ----- | --------- | -------- | ------- | ------- | ------- | ------- | ------- | ------- | ----- | ------- | ------- | ------- | ------- | ------- | ----- | ------ | -------- |
| 1963  | 50 cm3    | Tohatsu  | ESP -   | RFA -   | FRA Ret | TT Ret  | NED -   | BEL -   |       |         | FIN -   |         | ARG -   | JPN -   |       | 0      | -        |
| 1963  | 125 cm3   | Tohatsu  | ESP -   | RFA -   | FRA 9   | TT 15   | NED -   | BEL -   | ULS - | RDA -   | FIN -   | NAT -   | ARG -   | JPN Ret |       | 0      | -        |
| 1964  | 50 cm3    | Tohatsu  | USA -   | ESP -   | FRA -   | TT 9    | NED -   | BEL -   | RFA - |         |         | FIN -   |         | JPN -   |       | 0      | -        |
| 1964  | 125 cm3   | Tohatsu  | USA -   | ESP -   | FRA -   | TT 9    | NED -   |         | RFA - | RDA -   | ULS -   | FIN -   | NAT -   | JPN -   |       | 0      | -        |
| 1964  | 250 cm3   | Greeves  | USA -   | ESP -   | FRA -   | TT Ret  | NED -   | BEL -   | RFA - | RDA -   | ULS -   |         | NAT -   | JPN -   |       | 0      | -        |
| 1965  | 50 cm3    | Tohatsu  | USA -   | RFA -   | ESP -   | FRA -   | TT Ret  | NED -   | BEL - |         |         |         |         |         | JPN - | 0      | -        |
| 1965  | 125 cm3   | Tohatsu  | USA -   | RFA -   | ESP -   | FRA -   | TT Ret  | NED -   |       | RDA -   | TCH -   | ULS -   | FIN -   | NAT -   | JPN - | 0      | -        |
| 1965  | 250 cm3   | Honda    | USA -   | RFA -   | ESP -   | FRA -   | TT Ret  | NED -   | BEL - | RDA -   | TCH -   | ULS -   | FIN -   | NAT -   | JPN - | 0      | -        |
| 1965  | 350 cm3   | Honda    |         | RFA -   |         |         | TT Ret  | NED -   |       | RDA -   | TCH -   | ULS -   | FIN -   | NAT -   | JPN - | 0      | -        |
| 1966  | 50 cm3    | Honda    | ESP -   | RFA -   |         | NED -   |         |         |       |         |         | TT 6    | NAT -   | JPN -   |       | 1      | 13e      |
| 1966  | 125 cm3   | Tohatsu  | ESP -   | RFA -   |         | NED -   |         | RDA -   | TCH - | FIN -   | ULS -   | TT Ret  | NAT -   | JPN -   |       | 0      | -        |
| 1966  | 250 cm3   | Honda    | ESP Ret | RFA -   | FRA -   | NED -   | BEL -   | RDA -   | TCH - | FIN -   | ULS -   | TT NC   | NAT -   | JPN -   |       | 0      | -        |
| 1966  | 350 cm3   | Honda    |         | RFA -   | FRA -   | NED -   |         | RDA -   | TCH - | FIN -   | ULS 5   | TT 8    | NAT -   | JPN -   |       | 2      | 23e      |
| 1967  | 125 cm3   | Kawasaki | ESP 7   | RFA -   | FRA 5   | TT 4    | NED Ret | BEL -   | RDA - | TCH -   | FIN 3   | ULS -   | NAT -   | CAN -   | JPN - | 3      | 14e      |
| 1967  | 250 cm3   | Kawasaki | ESP 7   | RFA -   | FRA Ret | TT 4    | NED 5   | BEL -   | RDA - | TCH -   | FIN -   | ULS -   | NAT -   | CAN -   | JPN - | 5      | 10e      |
| 1967  | 350 cm3   | Kawasaki |         | RFA -   |         | TT Ret  | NED -   |         | RDA - | TCH -   |         | ULS -   | NAT -   |         | JPN - | 0      | -        |
| 1968  | 125 cm3   | Kawasaki | RFA -   | ESP -   | TT NC   | NED -   |         | RDA -   | TCH - | FIN -   | ULS Ret | NAT 4   |         |         |       | 3      | 14e      |
| 1968  | 350 cm3   | Kawasaki | RFA -   |         | TT Ret  | NED 6   |         | RDA -   | TCH - |         | ULS -   | NAT Ret |         |         |       | 1      | 18e      |
| 1969  | 125 cm3   | Kawasaki | ESP -   | RFA 1   | FRA 2   | TT 1    | NED 1   | BEL 1   | RDA 1 | TCH 1   | FIN 1   |         | NAT 1   | YOU 2   |       | 90     | 1er      |
| 1969  | 250 cm3   | Kawasaki | ESP -   | RFA -   | FRA Ret | TT Ret  | NED -   | BEL 9   | RDA - | TCH -   | FIN Ret | ULS -   | NAT 8   | YOU -   |       | 5      | 31e      |
| 1969  | 350 cm3   | Kawasaki | ESP -   | RFA 10  |         | TT 17   | NED -   |         | RDA 9 | TCH -   | FIN -   | ULS -   | NAT -   | YOU -   |       | 3      | 40e      |
| 1970  | 125 cm3   | Kawasaki | RFA -   | FRA Ret | YOU Ret | TT Ret  | NED 2   | BEL 2   | RDA 4 | TCH 3   | FIN 1   |         | NAT -   | ESP Ret |       | 57     | 4e       |
| 1970  | 500 cm3   | Kawasaki | RFA -   | FRA 12  | YOU 6   | TT -    | NED 12  | BEL -   | RDA 8 |         | FIN Ret | ULS -   | NAT -   | ESP 9   |       | 10     | 20e      |
| 1971  | 125 cm3   | Kawasaki | AUT -   | RFA 1   | TT -    | NED Ret | BEL Ret | RDA DNS | TCH 4 | SUE 5   | FIN 5   |         | NAT 6   | ESP 4   |       | 48     | 6e       |
| 1971  | 250 cm3   | Kawasaki | AUT -   | RFA -   | TT -    | NED -   | BEL -   | RDA DNS | TCH 9 | SUE -   | FIN -   | ULS -   | NAT -   | ESP -   |       | 2      | 42e      |
| 1971  | 500 cm3   | Kawasaki | AUT -   | RFA -   | TT -    | NED 3   | BEL Ret | RDA -   |       | SUE 6   | FIN 2   | ULS -   | NAT 3   | ESP 1   |       | 52     | 4e       |
| 1972  | 125 cm3   | Kawasaki | RFA 4   | FRA 4   | AUT -   | NAT -   | TT -    | YOU -   | NED 3 | BEL 7   | RDA -   | TCH -   | SUE Ret | FIN 5   | ESP 4 | 44     | 6e       |
| 1972  | 500 cm3   | Kawasaki | RFA 4   | FRA Ret | AUT -   | NAT -   | TT -    | YOU -   | NED 4 | BEL Ret | RDA -   | TCH -   | SUE 4   | FIN 5   | ESP 2 | 42     | 7e       |